# Freisa di Chieri
La Freisa di Chieri è un vino DOC, la cui produzione è consentita nella città metropolitana di Torino.

## Tipologie
La Freisa di Chieri può essere commercializzata come secco o dolce, nelle versioni frizzante e spumante. Se il grado alcolometrico raggiunge i 12 gradi viene definito superiore.

## Caratteristiche organolettiche
- colore: rosso rubino non troppo intenso.
- odore: fine, che ricorda quello del lampone e della viola
- sapore: asciutto, acidulo, che con l'invecchiamento diventa più delicato.

## Produzione

### Zona
Chieri, Pecetto Torinese, Pino Torinese, Pavarolo, Baldissero Torinese, Montaldo Torinese, Mombello Torinese, Andezeno, Arignano, Moriondo Torinese, Marentino, Riva presso Chieri, Torino.

### Volume
Provincia, stagione, volume in ettolitri
- Torino  (1990/91)  705,29
- Torino  (1991/92)  549,32
- Torino  (1992/93)  708,86
- Torino  (1993/94)  664,02
- Torino  (1994/95)  839,06
- Torino  (1995/96)  2045,79
- Torino  (1996/97)  2349,09